# آلرتون (آیووا)
آلرتون (به انگلیسی: Allerton) شهری در ایالت آیووا کشور ایالات متحده آمریکا است که جمعیت آن در سرشماری سال ۲۰۱۰ میلادی، ۵۰۱ نفر بوده‌است.